# Carlos Cruz-Coke Ossa
Carlos Cruz-Coke Ossa (29 de mayo de 1932-28 de mayo de 2014), fue un académico chileno y profesor de derecho constitucional en la Universidad de Chile.

## Biografía
Nacido en 1932, hijo de Luciano Cruz-Coke Lassabe y de Marta Ossa Prieto. Fue sobrino del político Eduardo Cruz-Coke, líder del conservadurismo socialcristiano chileno, por lo tanto, primo de Marta Cruz Coke, primera directora mujer de la Dirección de Bibliotecas, Archivos y Museos (Dibam).
Ingresó a Derecho en la Universidad de Chile, obteniendo el grado de Licenciado en Ciencias Jurídicas y Sociales y posteriormente titulándose de abogado en 1962 con la tesis «La Constitución de la Quinta República Francesa». Cursó estudios en Ciencias políticas en la Universidad de París y el Sciences Po. También estudió Derecho Constitucional Comparado en la Universidad de Harvard (1968) y en Estudios de Enseñanza del Derecho en la Universidad de Stanford (1969).

### Matrimonio e hijos
Se casó con Lucía Carvallo Arriagada, con quien fue padre del diputado y ministro Luciano Cruz-Coke, y del abogado y concejal de Vitacura Carlos Cruz-Coke.

### Vida pública
Fue profesor de Derecho político y Derecho constitucional en la Universidad de Chile, la Universidad del Desarrollo, la Universidad Gabriela Mistral, la Universidad Finis Terrae y la Universidad Bernardo O'Higgins. Llegó a ser director del Departamento de Derecho Público de la Facultad de Derecho de la Universidad de Chile.
Fue Abogado Integrante de la Segunda Comisión Legislativa de la Junta de Gobierno durante la dictadura de Augusto Pinochet (1981-1990).
Fue secretario general y uno de los principales miembros del partido Avanzada Nacional, (1987-1990) un partido político chileno de carácter nacionalista que apoyó la opción por la continuidad de Augusto Pinochet Ugarte en el plebiscito de 1988.

## Obra

### Artículos destacados
- Cruz-Coke Ossa, C. (1975). Hacia una constitución nacionalista. Revista de Derecho Público, 18, págs. 317-326.

### Libros
- 2009. Instituciones Políticas y Derecho Constitucional.
- 1990. Ley de Partidos Políticos.
- 1989. Sistema Electoral Mayoritario Binominal.
- 1983. Manual de Educación Cívica.